# Jakimowce (rejon krzemieniecki)
Jakimowce (ukr. Якимівці, Jakymiwci) – wieś na Ukrainie w rejonie krzemienieckim należącym do obwodu tarnopolskiego.
W Jakimowcach urodził się Mychajło Czerkawski (1878-1929), ukraiński działacz społeczny i polityk, senator Senatu RP I kadencji.